# Oswald Durand
Pour les articles homonymes, voir Durand.
Ne doit pas être confondu avec l'administrateur colonial Oswald Durand
Œuvres principales
- Rires et pleurs
- Choucoune
- Quand nos Aïeux brisèrent leurs entraves, hymne national haïtien (1893-1904)

Charles Alexis Oswald Durand, né au Cap-Haïtien le 17 septembre 1840 et mort à Port-au-Prince le 22 avril 1906, est un écrivain et poète haïtien d'expression française et créole, considéré comme le poète national d'Haïti. Oswald Durand est le parolier du chant national Quand nos Aïeux brisèrent leurs entraves qui fut l'hymne national haïtien de 1893 à 1904. Il écrivit également le texte d'une chanson bien connue à Haïti, Choucoune.

## Biographie
Oswald Durand est le premier grand poète de la littérature haïtienne. On peut considérer qu’il a réussi un doublé significatif puisqu’il a su s’imposer d’abord comme le premier des poètes haïtiens et qu’il est aussi le premier à avoir écrit un poème en langue haïtienne dont la célébrité dépasse les frontières d’Haïti. 
Il est né en septembre 1840 et est, par sa mère, le petit-fils du baron de Vastey, dit Pompée Valentin Vastey. Le tremblement de terre de 1842 le rendit orphelin de mère et de père. Il est recueilli et élevé par sa grand-mère maternelle. Sa prime enfance se passa à Ouanaminthe. 
Oswald Durand devient professeur au lycée de Cap puis directeur du lycée des Gonaïves. Il abandonne l'enseignement pour se consacrer au journalisme et collabore au journal L'Avenir. Il épouse en 1863 Virginie Sampeur une institutrice et poétesse, première femme à être publiée en Haïti. Les liens matrimoniaux rompus 8 ans plus tard, il se remariera un mois plus tard avec Rose Thérèse Lescot.. Il est haut fonctionnaire (secrétaire du Conseil des Ministres en 1868, délégué élu en 1885), réélu jusqu'à six fois, en 1888, président de la chambre, journaliste (il fonda un journal, Les Bigailles. Il connaît la prison pour ses idées politiques en 1883, et c'est là, dit-on, qu'il écrit son célèbre poème en créole, Choucoune. Mise en musique par Michel Mauléart Monton, puis adaptée par de nombreux artistes, cette chanson est un grand succès. Chantée par l’artiste cubaine Célia Cruz, adaptée en anglais sous le titre Yellow Bird et popularisée notamment par Harry Belafonte, elle a littéralement fait le tour du monde. Son refrain original se lit comme suit :
Ti zwazo nan bwa ki tape koute
Ti zwazo nan bwa ki tape koute
Lè mwen sonje sa
Mwen genyen lapenn
Ka depi jou sa
De pye mwen nan chenn
Lè mwen sonje sa
Mwen genyen lapenn
Ka depi jou sa
De pye mwen nan chenn
En 1888, Durand concrétise l'un de ses plus grands rêves, celui de voyager en France où il est reçu en triomphe à la Société des gens de lettres par le célèbre François Coppée. Son poème Chant national est devenu l'hymne présidentiel du pays. Ce n'est qu'en 1896 qu'il réunit les poèmes qu'il avait donnés aux journaux pendant vingt ans, dans deux volumes intitulés Rires et pleurs. Oswald Durand est considéré par certains comme le poète de l'amour.

## Choucoune: Intégralité (Poème)
Poème d'Oswald Durand, publié dans le recueil Rires et pleurs, Haïti, 1896.
Nous respectons l'orthographe de l'auteur, telle qu'elle a été reproduite dans Kraus Reprint, 1970, pp. 222 et suivantes.
Dèiè yon gwo touff pingoin
L'aut'jou, moin contré Choucoune ;
Li sourit l'heur' li ouè moin,
Moin dit : "Ciel ! a là bell' moune !"
Li dit : "Ou trouvez çà, cher ?"
P'tits oéseaux ta pé couté nous lan l'air...
Quand moin songé ça, moin gagnin la peine,
Car dimpi jou-là, dé pieds-moin lan chaîne !"
Choucoun' cé yon marabout :
Z'yeux-li clairé com' chandelle.
Li gangnin tété doubout,...
* - Ah ! si Choucoun' té fidèle !
* - Nous rété causer longtemps...
Jusqu' z'oéseaux lan bois té paraîtr' contents!...
Pitôt blié ça, cé trop grand la peine,
Car dimpi jou-là, dé pieds moin lan chaîne !
P'tits dents Choucoun' blanch' com' lait'
Bouch'-li couleur caïmite ;
Li pas gros femm', li grassett' :
Femm'com' ça plai moin tout d'suite...
Temps passé pas temps jodi !...
Z'oéseaux té tendé tout ça li té dit...
Si yo songé çà, yo doué lan la peine,
Car dimpi jou-là, dé pieds moin lan chaîne.
N'allé la caze maman-li ;
* - Yon grand moun' qui bien honnête !
Sitôt li ouè moin, li dit :
"Ah ! moin content cilà nette !"
Nous bouè chocolat aux noix
Est-c'tout çà fini, p'tits z'oéseaux lan bois ?
- Pitôt blié çà, cé trop grand la peine,
Car dimpi jou-là, dé pieds moin lan chaîne.
Meubl' prêt', bell' caban' bateau,
Chais' rotin, tabl' rond', dodine,
Dé mat'las, yon port'manteau,
Napp', serviette, rideau mouss'line...
Quinz' jou sèl'ment té rété...
P'tits oéseaux lan bois, couté-moin, couté !...
Z'autr' tout' va comprendr" si moin lan la peine,
Si dimpi jou-là dé pieds-moin lan chaîne...
Yon p'tit blanc vini rivé :
P'tit' barb' roug', bell' figur' rose ;
Montr' sous côté, bell' chivé...
* - Malheur moin, li qui la cause !...
Li trouvé Choucoun' joli :
Li parlé francé, Choucoun' aimé-li...
Pitôt blié ça, cé trop grand la peine,
Choucoun' quitté moin, dé pieds-moin lan chaîne !
Cà qui pis trist' lan tout ça,
Cà qui va surprendr' tout' moune,
Ci pou ouè malgré temps-là,
Moin aimé toujours Choucoune !
* - Li va fai' yon p'tit quat'ron...
P'tits z'oéseaux, gadé ! P'tit ventr'-li bien rond !...
Pé ! Fémin bec z'autr', cé trop grand la peine :
Dé pieds pitit Pierr', dé pieds-li lan chaîne !

## Œuvres
- 1871: Ces Allemands
- 1883 : Choucoune
- 1893 : Quand nos Aïeux brisèrent leurs entraves, chant national et hymne national d'Haïti de 1893 à 1904.
- 1896 : Rires et Pleurs
- 1901 : Quatre Nouveaux poèmes